# Indrajit Hazra
Indrajit Hazra est un journaliste et écrivain indien né à Calcutta en 1971. 

## Biographie
En 1990, il publie Twentyfour [i.e., twenty-four] Poems, un petit recueil de poésie au Writers Workshop de Calcutta. 
En 1995, il obtient son diplôme de l'université Jadavpur de Calcutta. Il s'installe ensuite à Delhi. Il travaille un temps comme reporter avant d'être nommé assistant-rédacteur, puis rédacteur en chef de l'Hindustan Times, où il tient une rubrique hebdomadaire intitulée Red Herring. Il écrit en anglais.
Il est l'auteur de trois romans d'une valeur littéraire certaine et déjà traduits dans plusieurs langues. 
Il est également musicien et joue dans un groupe de rock 'n' roll. 

## Œuvre
- The Burnt Forehead of Max Saul (Ravi Dayal Publisher, 2000) Max le Maudit, traduit par Marc Amfreville, Paris, Éditions du Cherche-midi, coll. « Ailleurs. Domaine indien », 2005  (ISBN 2-74910-341-X)
- The Garden of Earthly Delights (IndiaInk, 2003) Le Jardin des délices terrestres, traduit par Marc Amfreville, Paris, Éditions du Cherche-midi, coll. « Ailleurs. Domaine indien », 2006  (ISBN 2-7491-0500-5) ; réédition, Paris, LGF, coll. « Le Livre de poche » no 30794, 2007  (ISBN 978-2-253-11983-8)
- The Bioscope Man (Penguin, 2008) Le Roi du cinéma muet, traduit par Marc Amfreville, Paris, Éditions du Cherche-midi, coll. « Ailleurs. Domaine indien », 2009  (ISBN 978-2-7491-1390-6)
- Grand Delusions: A Short Biography of Kolkata (2013)